# マヌエル・パスクアル
マヌエル・パスクアル（Manuel Pasqual, 1982年3月13日 - ）はイタリア・ヴェネト州ヴェネツィア県サン・ドナ・ディ・ピアーヴェ出身の元サッカー選手。ポジションはディフェンダー。元イタリア代表。

## 経歴

### 下部組織時代
1994年、12歳のときから地元クラブのリヴェンティーナ・ゴルゲンセにてサッカーを学ぶ。14歳で地元を離れイタリア南部のレッジーナに移籍。1996-1999シーズンの2シーズンを同クラブにプリマヴェーラに上がる直前まで所属した。

### アマチュアからプロへ
1999-2000シーズンに実質アマチュアリーグであるセリエDのデルトーナFBCでキャリアをスタートさせる。17歳ながら15試合に出場する。翌年、2000-01シーズンに同カテゴリのASポルデノーネ・カルチョに移籍。レギュラーとして30試合に出場し、初得点も上げる。2001年7月に、当時セリエC1に所属していたトレヴィーゾFCに移籍し、公式戦に2試合出場しプロデビューを果たす。2002年1月に、同カテゴリのACアレッツォに移籍。2005年まで在籍し、公式戦に60試合出場し、1得点している。2004年に所属していたアレッツォがセリエBに昇格すると、当時22歳にしてチームのキャプテンを務め、クオリティの高いプレーを披露していたパスクアルは、セリエAのスカウト陣の目の留まるところとなる。ユヴェントス等、多くのクラブが獲得に動いたと言われている。

### フィオレンティーナ
2005年7月、共同保有権を獲得したフィオレンティーナに移籍。当初、同時期にクラブがACミランから獲得したジュゼッペ・パンカロの控えと見られていたが、いざシーズンが始まると、僅か数試合でレギュラーポジションを獲得してみせた。セリエAデビュー1年目は、このシーズンに31得点を挙げセリエA得点王となったルカ・トーニに、左サイドから正確なクロスを供給し、多くのアシストを記録した。当初、チェーザレ・プランデッリ監督が課題として挙げていた守備面での貢献は、シーズンが進むにつれて改善していく。その後、チームの躍進と共にパスクアルの名はイタリア全国に広がり、ついにイタリア代表に招集される。無名時代からセリエAデビュー経て、僅か数ヶ月でイタリア代表にまで上り詰めた実力は本物だと確信したフィオレンティーナの幹部は、シーズン終了後に保有権の全てを買い取る事を決断する。このシーズンは35試合に出場し、1得点を挙げている。
2006年7月、カルチョ・スキャンダルに揺れたクラブの渦中にいたパスクァルは、セリエBの降格の可能性もあったクラブに対し逸早く残留を希望し、イタリア代表にまで育ててくれたクラブに恩義を示した。クラブ側はそれに応えるように、当時多くのクラブが注目していたパスクアルの完全保有権を、入札によりアレッツォから獲得した。このシーズンは、フィオレンティーナの左サイドバックのレギュラーとして30試合に出場。DFラインの一員として、チームのシーズン最小失点に貢献している。
2007年夏には同ポジションのフェデリコ・バルザレッティがユヴェントスから移籍してきたが、監督のチェーザレ・プランデッリからの信頼は絶大であり、シーズン前半はレギュラーポジションを守っていた。しかしチームはプレシーズンに移籍していったルカ・トーニの穴を埋めるべく様々なシステムを試行、徐々にクロス主体の戦術からショートパス主体の戦術になり、2007-08シーズン後半はドリブルの技術面で分があったマッシモ・ゴッビにポジションを奪われることになった。
2008-09シーズン、クラブはUEFAチャンピオンズリーグ出場権獲得を受けて、大型補強を敢行、前年度のセリエA最優秀ディフェンダー賞にノミネートされたフアン・マヌエル・バルガスを獲得する。これによってパスクアルはゴッビと共に1つのポジションを3人で争うことになった。限られた出場機会であったが、バルガスがサイドハーフにポジションを上げた事や、新加入したアルベルト・ジラルディーノとの相性の良さもあり徐々に調子を上げていく。試合数も増えたことにより、シーズン後半はゴッビとのターンオーバーでプランデッリ監督の信頼を再び取り戻す。

### エンポリ
2016年5月31日、フィオレンティーナと同じくトスカーナ州にあるセリエAのエンポリと2年契約を結んだ。ここで降格と昇格を繰り返す3シーズンを過ごしたのち、2019年の夏にフリーエージェントとなると、2020年1月11日に現役引退を発表した。

## 人物
セリエC1でプレーしていた21歳の頃まではまったくの無名の選手であったが、23歳でセリエAのフィオレンティーナのスポーツディレクターパンタレオ・コルヴィーノにスカウトされ同クラブに移籍すると、瞬く間にレギュラーポジションを掴み、セリエAデビューから僅か1年でイタリア代表に招集されたシンデレラボーイである。正確で速いクロスを蹴ることができる左サイドバックをポジションとする選手であり、カーブのかかったフリーキックも持ち味である。アシスト能力が高く、スピードや運動量といったフィジカル面も優れている。セリエAデビュー当初はその高い攻撃能力に対し、守備能力には改善の余地があったが、後に豊富な運動量を活かした献身的な守備でチームの最終ラインを支えている。

## エピソード
- パスクアルは、プロ入り後に大きな怪我をしていない。
- 代表に呼ばれていた頃はプレースタイル、メンタル面においても、欠点らしい欠点がないことから、イタリア代表の左サイドバック不動のレギュラーである、ジャンルカ・ザンブロッタの後継者の1人と目されていた。

## タイトル
エンポリ
- セリエB : 2017-18